# Artaxerxes I

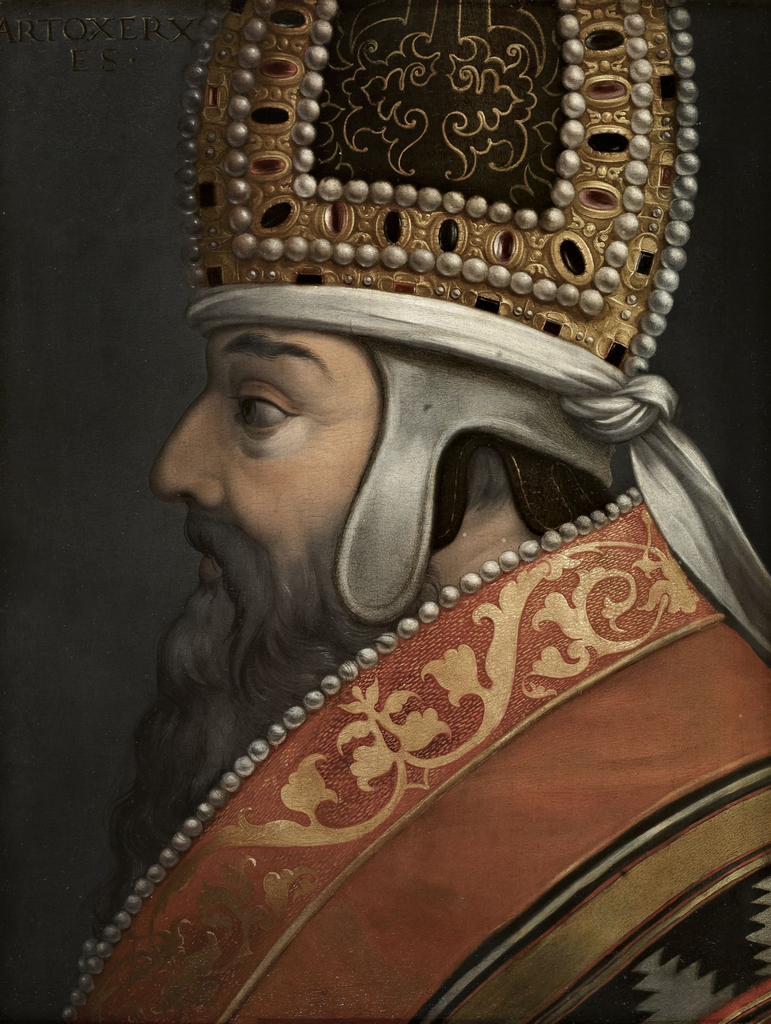
Artaxerxes I

Artakhshathra/Artaxerxes I là vua của Đế quốc Ba Tư từ năm 465 TCN đến 425 TCN (một số sử gia cho rằng triều đại ông bắt đầu năm 475 TCN). Ông là con trai và người thừa kế của Xerxes I.
Ông có tên họ là "Macrocheir (tiếng Latinh=Longimanus)" (tạm dịch là Tay dài), được cho là vì tay phải ông dài hơn tay trái. Một thành viên nhà Rurik ở Nga Dolgoruki tự xem mình là hậu duệ của Artaxerxes thông qua dòng họ Pahlavuni ở Gruzia.
Triều đại Artaxerxes I cho thấy một chiến tranh giữa Hy Lạp và Ba Tư.Sau khi Ba Tư bị đánh bại ở Eurymedon, các hành động quân sự giữa Hy Lạp và Ba Tư lâm vào tình trạng bế tắc.Khi Artaxerxes I lên nắm quyền, ông đã tiến hành một chiến dịch làm suy yếu Athen bằng việc tài trợ cho những kẻ thù của họ tại Hy Lạp. Điều này là nguyên nhân gián tiếp khiến người Athen di chuyển ngân quỹ của Liên minh Delian từ đảo Delos đến acropolis của Athen. Việc tài trợ này đã dấn đến xung đột năm 450 trước Công nguyên, nơi mà người Hy Lạp tấn công là trận Cyprus. Sau thất bại của Cimon trong chuyến viễn chinh này, hòa bình Callias đã được thống nhất giữa Athens, Argos và Ba Tư năm 449 TCN
Artaxerxes I cho phép Themistocles, người chiến thắng trong trận Salamis sang sống tị nạn tại Ba Tư, sau khi Themistocles bị lưu đày từ Athena.

## Chú giải
1. ↑  Insight on the Scriptures, Vol. I, Persia, Persians, The Reigns of Xerxes and Artaxerxes
2. ↑  Mémoires présentés par divers savants à I'Académie des Inscriptions et Belles-Lettres de I'Institut Impérial de France, first series, Vol. VI, second part, Paris, 1864, tr.147
3. ↑  Plutarch, Artaxerxes, l. 1. c. 1. 11:129 - cited by Ussher, Annals, para. 1179